# Agence nationale des infrastructures numériques et des fréquences du Gabon
L'Agence nationale des infrastructures numériques et des fréquences ou ANINF est un établissement public à caractère administratif, créé par le décret n° 212/PR du 27 janvier 2011.

## Présentation
Elle a pour rôle d'accompagner la mise en place des infrastructures numériques du pays,,. Placée sous tutelle du ministère de la Communication, de l’Économie numérique et de la Poste et rattachée à la Présidence de la République gabonaise, l'agence est le bras séculier de l’État en matière de mise en œuvre du Plan sectoriel Gabon numérique, déclinaison du Plan stratégique Gabon émergent qui ambitionne de faire du Gabon un Hub numérique en Afrique centrale.

## Missions
L'ANINF assure la construction et la gestion des infrastructures et ressources nationales partagées de transport et de connectivité dans les domaines suivants :
- informatique ;
- audiovisuel ;
- télécommunication ;
- sécurité.

## Réalisations
Aux titres des réalisations de l’ANINF, on peut noter le déploiement des 52,6 km de fibre optique déployé sur la ville de Libreville. Le déploiement de 35 km de fibre optique déployé, sur les 8 autres provinces du Gabon. Le câblage et le raccordement de 177 sites de l’administration gabonaise en fibre optique.
Les dernières innovations technologiques de l’ANINF dans la construction du Gabon Numérique dans le secteur de l’informatique, l’audiovisuelle, les télécommunications et la sécurité des systèmes d’informations sont les suivantes :
- Le domaine de premier niveau « .GA »
- Point d’Echange Internet GAB-IX
- Central African Backbone (CAB)
- Centre d’Information de l’Administration Gabonaise (CIAG)
- Programme Schéma Directeur du Système d’Information (SDSI)
- Schéma Directeur National du Système d’Information (SDNSI)
- La télévision Numérique de Terre
- Backbone National Gabonais (BNG)
- Connectivité Africa Coast to Europe (ACE)
- Réseau Administratif Haut Débit Sans Fil (WIMAX)
- Réseau de l’Administration Gabonaise (RAG)
- Gabon Online
- E-TAX